# Dobryninskaja
Dobryninskaja (ros. Добрынинская) – stacja metra w Moskwie, na linii Kolcewej. Stacja została otwarta 1 stycznia 1950. Pierwotnie, do 1961 nosiła nazwę Sierpuchowskaja.
Wnętrze stacji Dobryninskaja, podobnie jak pozostałych na linii Kolcewej, jest bogato zdobione w stylu realizmu socjalistycznego. Ściany wyłożono różowym i szarym marmurem. Dekoracje przedstawiają radzieckie motywy patriotyczne – jak Lenina czy herby ówczesnych republik Związku Radzieckiego.